# Dean Marney
Dean Edward Marney (ur. 31 stycznia 1984 w Londynie) – angielski piłkarz grający na pozycji prawego obrońcy bądź pomocnika w Burnley.

## Kariera piłkarska
Dean Marney rozpoczynał profesjonalną piłkarską karierę w Tottenhamie. Do jego pierwszego zespołu został włączony latem 2002 roku. W grudniu został wypożyczony do Swindon Town. W nowym zespole zadebiutował w ligowym spotkaniu z Wigan Athletic, zakończonym porażką 0:2. Łącznie wystąpił w dziewięciu meczach, a w maju 2003 roku powrócił do Tottenhamu. Na początku sezonu 2003/2004 rozegrał dwa spotkania w Premier League, jednakże przez następne cztery miesiące pełnił rolę rezerwowego. W styczniu 2004 roku Marney na zasadzie miesięcznego wypożyczenia przeszedł do Queens Park Rangers. Zaliczył w nim trzy występy, w tym jedno w rozgrywkach Football League Trophy.
W lutym 2004 roku Marney powrócił do Tottenhamu i do końca sezonu wystąpił w jeszcze jednym spotkaniu – 20 marca zagrał w przegranym 0:3 wyjazdowym pojedynku z Manchesterem United. W listopadzie po raz kolejny został wypożyczony, tym razem do Gillingham, w którym przez miesiąc rozegrał trzy mecze w Football League Championship. Po powrocie do londyńskiego zespołu, w styczniu 2005 roku regularnie pojawiał się na boiskach Premier League, a w pojedynku z Evertonem strzelił dla swojego klubu dwa gole, przyczyniając się do wysokiego zwycięstwa. Następnie utracił jednak miejsce w podstawowym składzie.
W sezonie 2005/2006 nie rozegrał w barwach Tottenhamu żadnego meczu. Przebywał za to przez dwa miesiące na wypożyczeniu w Norwich City, w którym był podstawowym graczem i wystąpił łącznie w 15. pojedynkach. 14 lipca 2006 roku Marney przeszedł na zasadzie transferu definitywnego do Hull City. W nowym zespole zadebiutował na początku sierpnia w spotkaniu przeciwko West Bromwich Albion, zakończonym porażką 0:2. Pierwszego gola zdobył natomiast w grudniu, pokonując bramkarza rywali w meczu z Cardiff City. W sezonie 2007/2008 będąc podstawowym graczem swojego zespołu wywalczył z nim awans do Premier League. W najwyższej klasie rozgrywkowej w Anglii po raz pierwszy wystąpił 23 sierpnia 2008 roku w pojedynku z Blackburn Rovers. W kolejnych rozgrywkach nie występował już tak często, a Hull City zostało zdegradowane do Football League Championship. 28 maja 2010 roku podpisał trzyletni kontrakt z Burnley.